# Залог-при-Шкофліці
Залог-при-Шкофліці (словен. Zalog pri Škofljici) — поселення в общині Шкофліца, Осреднєсловенський регіон, Словенія. 
Висота над рівнем моря: 353,3 м.